# ウェウェテオトル

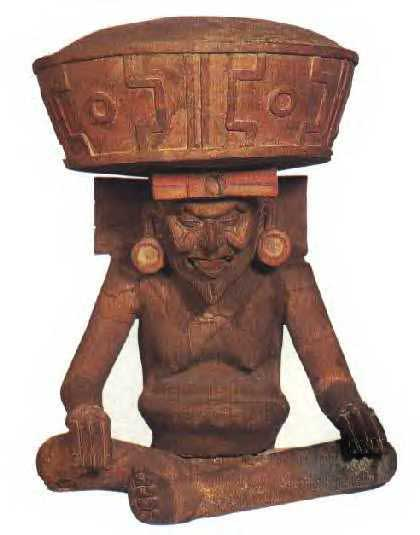
ウェウェテオトル

ウェウェテオトル（Huehueteotl）は、アステカ神話の火の神。

## 概要
「ウェウェテオトル」とはナワトル語で「老人(huehueh)の神(teotl)」を意味する。
図像的には脚を組んですわり、手をひざにのせた姿で描かれるのが普通である。老人らしく顔にはしわがあり、歯は下の歯が2本だけ見えていることが多く、背が曲がっていることが多い。頭上には大きな炉を乗せている。
ウェウェテオトルに相当する神は形成期中期（紀元前1200-400年）にすでに存在した。背中が曲がり、頭に炉を乗せた特徴的な姿は形成期のクイクイルコ遺跡のもの（紀元前300年ごろ）が古く、ついでテオティワカンで標準化されたウェウェテオトルの像が大量に出現する。中央メキシコのみならず、西部メキシコ、ベラクルス、後古典期のカミナルフユ、後古典期後期のユカタン半島など、広く分布する。基本的に家庭の神格で、かまど神であり、その像は神殿の境内ではなく住宅地で見つかることが多い。
ウェウェテオトルは火の神シウテクトリと同一視されることがあるが、図像上は両者は異なっている。シウテクトリ＝ウェウェテオトルの祭は1年、4年、8年、およびカレンダー・ラウンドの一周にあたる52年という期間と関係している。
ウェウェテオトルはいくつかの農耕儀礼でも崇拝されるが、これは種まきの前に畑を焼く習慣に由来する。